# Puneeth Rajkumar

Puneeth Rajkumar (en kannada : ಪುನೀತ್ ರಾಜ್‍ಕುಮಾರ್) est un acteur, producteur et chanteur indien né le 17 mars 1975 à Madras (aujourd'hui Chennai) et mort le 29 octobre 2021 à Bangalore.

## Biographie

### Jeunesse
Rajkumar Puneeth est né à l'hôpital Kalyani à Madras au Tamil Nadu. Ses parents sont Rajkumar et Parvathamma Rajkumar (en). Il est leur cinquième et dernier enfant. Quand Puneeth avait six ans, sa famille a déménagé à Mysore. Son père l'a amené avec sa sœur, Poornima, sur ses plateaux de tournage jusqu'à l'âge de dix ans. Son frère aîné, Shiva Rajkumar, est un acteur populaire.

### Vie privée
Rajkumar Puneeth a épousé Ashwini Revanth de Chikmagalure en 1999. Ils se sont rencontrés par l'intermédiaire d'un ami commun, et ont deux filles : Drithi et Vanditha.

## Filmographie

### Acteur

#### Cinéma
- 1981 : Bhagyavantha
- 1985 : Bettada Hoovu
- 1988 : Shiva Mecchida Kannappa : Kannappa (enfant)
- 2002 : Appu : Appu
- 2003 : Abhi : Abhi
- 2006 : Ajay: Ahay
- 2007 : Arasu : Shivraj Urs
- 2007 : Milana : Akash
- 2008 : Bindass : Shivu
- 2008 : Vamshi : Vamshi
- 2009 : Raaj : Muthuraj
- 2009 : Raam : Raam
- 2010 : Jackie : Jackie
- 2010 : Prithvi : Prithvi Kumar
- 2011 : Hudugaru : Prabhu
- 2011 : Paramathma : Paramathma
- 2012 : Anna Bond : Bond Ravi / Anna Bond
- 2014 : Ninnindale : Vicky Ventakesh
- 2015 : Rana Vikrama : ACP Vikram / Vikrama
- 2016 : Chakravyuha : Lohith
- 2016 : Doddmane Hudga : Surya
- 2017 : Anjani Putra : Veeraj
- 2017 : Raajakumara : Siddarth
- 2019 : Natasaarvabowma : Gagan Dixit

### Producteur

#### Cinéma
- 2019 : Kavaludaari